# Джездинский район
Джездинский район (каз. Жезді ауданы) — административно-территориальная единица в составе Карагандинской и Джезказганской области, существовавшая в 1963—1997 годах. Центр — посёлок Жезды.

## История
Джездинский район был образован 2 января 1963 года в составе Карагандинской области на территории упразднённых Джезказганского и Улутауского районов. В его состав вошли Алгабасский, Джангильдинский, Жетыконурский, Кенгирский, Кировский, Кшитауский, Первомайский, Сарысуский, Терсакканский и Улутауский с/с.
С 10 января по 24 августа 1963 года центр посёлка — пгт Джезды — не входил в состав района и подчинялся Джезказганскому горсовету.
В 1965 году в состав района из Джезказганского горсовета были переданы пгт Актас и Карсакпай.
10 марта 1972 года Алгабасский, Жетыконурский, Кенгирский и Сарысуский с/с были переданы в Джезказганский район. 22 марта Жетыконурский и Сарысуский с/с были возвращены в Джездинский район, но при этом Джезказганскому району отошли Кшитауский, Первомайский, Терсакканский и Улутауский с/с.
С 20 марта 1973 года Джездинский район входил в состав Джезказганской области.
В 1974 году образован Коскольский с/с.
В 1983 году образован Мыйбулакский с/с, а Жетыконурский с/с переименован в Борсенгирский.
В 1989 году упразднён Кировский с/с.
В 1993 году район переименован на казахском языке в Жездинский район, а его центр — в Жезды.
3 мая 1997 года Жездинский район был передан в Карагандинскую область.
23 мая 1997 года район был упразднён. При этом вся территория была передана в Улытауский район.